# Katolički tjednik
Katolički tjednik je hrvatski katolički tjednik iz Bosne i Hercegovine, pokrenut 1922. i zabranjen 1945. godine. Ponovno je oživljen 2002. Riječ je o tiskovini čiji je osnivač i vlasnik Vrhbosanska nadbiskupija, a sjedište ima u Sarajevu.

## Povijest
List je pod nazivom Nedjelja pokrenuo je Ivan Evanđelist Šarić 1922. Nakon zabrane izlaženja lista, pokrenut je časopis Križ koji je nakon jednog broja odmah zabranjen. Listu je početkom rujna 1925. promijenjeno ime u Katolički tjednik.
List je djelovao do do 1945. kada su ga zabranile komunističke vlasti. Izlaženje je obnovio 2002. godine.  

## Urednici
- Karlo Cankar (1925.–1926.)[4]
- Dragutin Kamber[5]
- Smiljan Čekada[5]
- Dragutin Jurić[5]
- Čedomil Čekada[5]
- Franjo Kralik (1935.–1945.)[5]

nakon obnovljenja:
- Ivo Balukčić
- Josip Vajdner,

### Članci
- Valjan, Velimir. 2010. Franjevački samostan u Gučoj Gori - Zbornik radova sa znanstvenog skupa u povodu 150. obljetnice samostana u Gučoj Gori. Franjevački samostan Guča Gora, Kulturno povijesni institut provincije Bosne Srebrene – Sarajevo. Guča Gora, Sarajevo. ISBN 978-9958-9026-2-8

- Zovkić, Mato. 2020. Karlo Cankar, Slovenac svećenik u Bosni (1877.-1953.). Vrhbosnensia. Univerzitet u Sarajevu – Katolički bogoslovni fakultet. Sarajevo. 24 (1): 59–101

## Vanjske poveznice
- mrežno izdanje (nedjelja.ba)
- kanal na YouTubeu